# Expedition 58
Expedition 58 è stata la 58ª missione di lunga durata verso la Stazione spaziale internazionale. È iniziata il 20 dicembre 2018 con lo sgancio della Sojuz MS-09 e si è conclusa il 15 marzo 2019 con l'attracco della Sojuz MS-12.

## Equipaggio
| Ruolo               | Dicembre 2018 – Marzo 2019            |                                       |
| ------------------- | ------------------------------------- | ------------------------------------- |
| Comandante          | Oleg Kononenko, Roscosmos Quarto volo | Oleg Kononenko, Roscosmos Quarto volo |
| Ingegnere di volo 1 | David Saint-Jacques, CSA Primo volo   | David Saint-Jacques, CSA Primo volo   |
| Ingegnere di volo 2 | Anne McClain, NASA Primo volo         | Anne McClain, NASA Primo volo         |

### Equipaggio originario
| Ruolo               | Dicembre 2018                           | Dicembre 2018 – Aprile 2019             |
| ------------------- | --------------------------------------- | --------------------------------------- |
| Comandante          | Aleksej Ovčinin, Roscosmos Secondo volo | Aleksej Ovčinin, Roscosmos Secondo volo |
| Ingegnere di volo 1 | Nick Hague, NASA Primo volo             | Nick Hague, NASA Primo volo             |
| Ingegnere di volo 2 |                                         | Oleg Kononenko, Roscosmos Quarto volo   |
| Ingegnere di volo 3 |                                         | David Saint-Jacques, CSA Primo volo     |
| Ingegnere di volo 4 |                                         | Anne McClain, NASA Primo volo           |

Ad aprile 2018 Nikolaj Tichonov è stato rimosso dall'equipaggio della Sojuz MS-10 per le Expedition 57/58 per i ritardi del lancio del modulo russo Nauka. A causa dell'incidente della Sojuz MS-10, l'equipaggio della Sojuz MS-11  sarà l'unico a bordo della ISS durante l'Expedition 58.

## Missione
L'Expedition 58 è iniziata il 20 dicembre 2018 alle 01:40 UTC quando la Sojuz MS-09 con il suo equipaggio (Prokop'ev, Gerst e Auñón-Chancellor) si è sganciata dal boccaporto nadir di Rassvet.

### Sgancio della SpaceX CRS-16
Dopo più di un mese dal suo arrivo, il 13 gennaio 2019 la navicella cargo Dragon è stata sganciata e poi rilasciata con il Canadarm2 dal boccaporto nadir del modulo Harmony dai controllori di volo a Terra sotto la supervisione dell'astronauta americana Anne McClain. È ammarata il giorno successivo nell'Oceano Pacifico consegnando i campioni degli esperimenti svolti sulla ISS durante la sua permanenza in orbita.

### Sgancio della Progress MS-09
Il 25 gennaio la navicella cargo russa Progress MS-09 riempita dall'equipaggio di immondizia si è staccata autonomamente dal modulo Pirs del Segmento russo. Raggiunta la distanza di sicurezza ha acceso i propulsori per aumentare la sua velocità di allontanamento dalla Stazione. Non essendo dotata di scudo termico, al rientro in atmosfera si è distrutta bruciandosi insieme al suo carico sopra una zona disabitata dell'Oceano Pacifico.

### Sgancio della Cygnus NG-10
L'8 febbraio Anne McClain e David Saint-Jacques ai comandi del Canadarm2 hanno rilasciato la navicella Cygnus NG-10, precedentemente sganciata dai controllori a terra dal boccaporto nadir del modulo Unity. La Cygnus ha poi aumentato la sua orbita con i suoi propulsori, in modo da rilasciare quattro CubeSat grazie al dispositivo SlingShot installato in essa. Il 25 febbraio è andata distrutta al rientro in atmosfera.

### SpaceX Demo 1
Il 2 marzo 2019 la navicella Crew Dragon è partita per la prima volta per la missione di prova SpaceX Demo 1. L'obiettivo di questa missione era testare i momenti più critici di una missione verso la Stazione cioè il lancio, l'attracco e lo sgancio autonomo con la ISS e l'ammaraggio. Dopo poco più di un giorno di viaggio, la Crew Dragon è arrivata nei pressi della Stazione. Prima di allora, nessuna navicella americana era mai attraccata alla ISS autonomamente, e per questo motivo prima dell'attracco effettivo sono stati testati i sistemi di avvicinamento. In particolare, quando la navicella si trovava a 150 metri dalla Stazione è dovuta retrocedere fino a 180 metri e poi riniziare la procedura di attracco. La Crew Dragon si è attraccata autonomamente al boccaporto forward di Harmony alle 10:51 UTC del 3 marzo e l'equipaggio ne ha aperto il portellone alle 13:07. Dopo quasi cinque giorni di permanenza sulla ISS, la navicella si è sganciata alle 7:32 ed è poi ammarata nell'Oceano Atlantico alle 13:45 dello stesso giorno.

### Lancio e attracco della Sojuz MS-12
La navicella Sojuz MS-12 con a bordo il comandante russo Aleksej Ovčinin e gli ingegneri di volo Nick Hague e Christina Koch è stata lanciata il 14 marzo alle 19:14. Dopo sei ore di viaggio, la navicella si è attraccata al modulo Rassvet del Segmento russo della ISS. L'attracco della navicella ha dato inizio all'Expedition 59 che vede ancora una volta Oleg Kononenko come comandante della ISS.

## Esperimenti
Alcuni dei principali esperimenti svolti dall'equipaggio dell'Expedition 58:

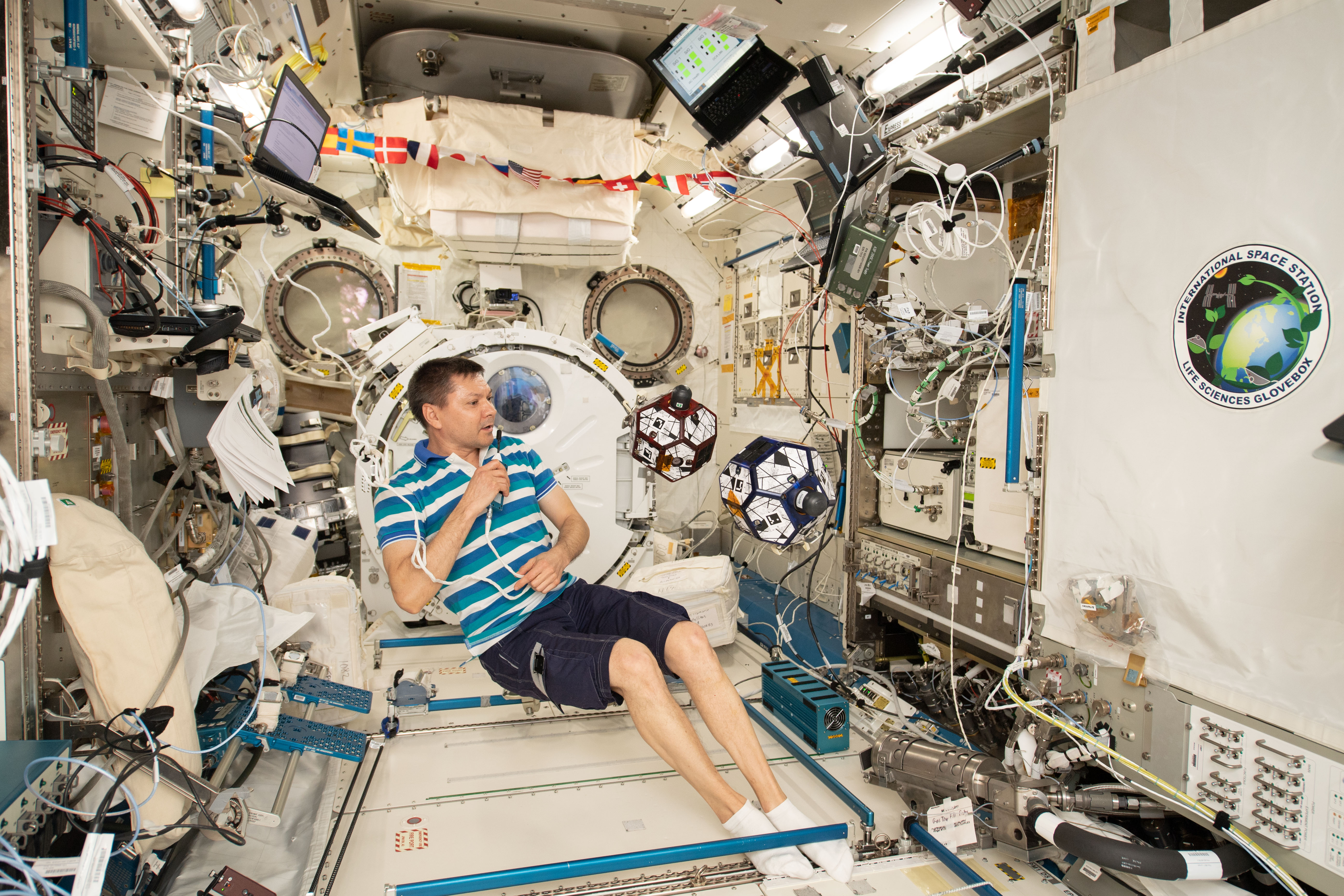
Il comandante Oleg Kononenko lavora all'esperimento SPHERES nel laboratorio giapponese Kibo

### Behavioral Core Measures
L'esperimento esamina una serie standardizzata di misurazioni per valutare in modo rapido e affidabile il rischio di condizioni cognitivi o comportamentali avverse e disturbi psichiatrici durante un volo spaziale di lunga durata. Questa serie di misurazioni è già stata testata in studi analoghi a terra, e l'indagine in volo è destinata a valutarne la validità, la fattibilità e l'accettabilità entro i vincoli operativi e temporali del volo spaziale.

### Bio-Monitor
Bio-Monitor è una nuova tecnologia indossabile canadese progettata per adattarsi alla routine quotidiana di un astronauta a bordo della ISS, monitorando e registrando i segni vitali. Tra i dati che vengono misurati ci sono: battiti e attività elettrica del cuore, pressione sanguigna, frequenza e volume respiratorio, temperatura corporea, saturazione dell'ossigeno nel sangue, livelli di attività fisica.

### CASIS PCG 17
L'esperimento Crystallization of RAS in Space (CASIS PCG 17) ha lo scopo di formare cristalli di proteine KRAS che hanno un ruolo fondamentale nella crescita e nella morte cellulare. Le mutazioni nelle proteine KRAS sono responsabili di un terzo di tutti i tumori e l'identificazione della struttura di queste proteine è fondamentale per lo sviluppo di nuove terapie e trattamenti. I cristalli proteici cresciuti in microgravità sono più grandi e perfetti, ciò permette un'analisi di laboratorio della loro struttura migliore che sulla Terra.

### Culturing of Human Myocytes in Microgravity
L'esperimento valuta un dispositivo di coltura automatizzato utilizzando cellule precursori muscolari umane, o mioblasti, che formano tessuto muscolare e svolgono un ruolo importante nella crescita e nella riparazione muscolare. L'indagine misura i cambiamenti nella morfologia cellulare e nell'espressione genica durante il volo spaziale e nei campioni tornati sulla Terra.

### Evaluation of Radiotrophic Fungi as a Potential Radiation Barrier
Lo studio indaga sulla possibilità di usare un fungo radiotrofico come barriera dalle radiazioni nello spazio. Questi funghi sono teoricamente in grado di eseguire la radiosintesi, producendo parte delle loro energie dalle radiazioni. L'osservazione del tasso di crescita e del ciclo di vita del fungo nello spazio potrebbe fornire una visione dei suoi meccanismi radiotrofici e la fattibilità di usarlo come barriera dalle radiazioni.

### Hydrogel Formation and Drug Release in Microgravity Conditions
L'esperimento indaga sulla formazione e sul rilascio di farmaci da idrogel reticolati in microgravità. Oggigiorno non esistono medicazioni per ferite che rilasciano antibiotici direttamente nella zona della ferita abbastanza a lungo da prevenire con successo la sepsi. Gli idrogel sembrerebbero idonei come materiale delle medicazioni a causa del loro alto contenuto d'acqua, biocompatibilità e facilità di personalizzazione. Questo studio contribuisce allo sviluppo di migliori medicazioni a rilascio e cerotti dermici.

### Human Dexterity and Cognition in a Spaceflight Environment
L'esperimento valuta la destrezza e la cognizione dell'equipaggio durante il volo spaziale. Oltre a portare allo sviluppo di un prezioso addestramento di coordinazione occhio-mano per i futuri membri dell'equipaggio, i risultati di questo esperimento potranno dimostrare le differenze di destrezza e cognizione in ambienti diversi e, a volte, difficili.

### LMM Biophysics 5
L'esperimento Solution Convection and the Nucleation Precursors in Protein Crystallization (LMM Biophysics 5) verifica se la convezione della soluzione – il movimento delle molecole attraverso il fluido – migliora o sopprime la formazione dei cluster liquidi densi da cui si formano i cristalli. L'esperimento utilizza le immagini dal Light Microscopy Module (LMM) per descrivere questi cluster a diversi gradi di convezione per identificare i meccanismi di formazione dei cluster. Questo aiuta a determinare perché le indagini di cristallizzazione delle proteine in microgravità spesso generano un numero inaspettatamente basso o elevato di cristalli.

### MARROW

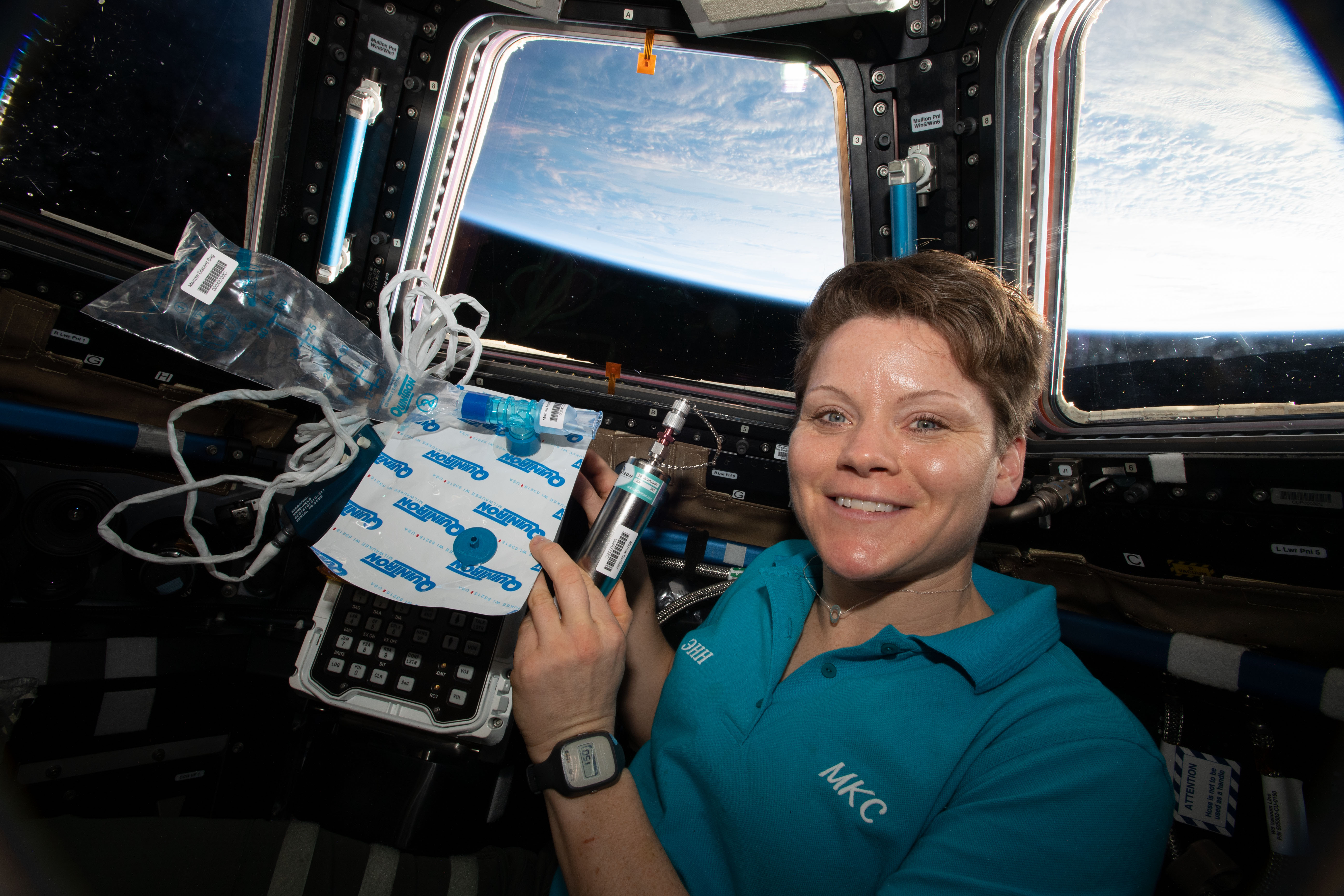
L'astronauta Anne McClain con l'esperimento MARROW nella Cupola

Lo studio esamina l'effetto della microgravità sul midollo osseo. Si ritiene che la microgravità, come il riposo a letto prolungato sulla Terra, abbia un effetto negativo sul midollo osseo e sulle cellule del sangue prodotte nel midollo osseo. La portata di questo effetto, e il suo recupero, sono di interesse per la ricerca spaziale e gli operatori sanitari sulla terra.

### MICP
L'esperimento Efficiency of a Self-Healing Material in Microgravity esamina la calcificazione batterica nei pori del calcestruzzo frammentato in microgravità. Combinando i batteri con una soluzione di nutrienti e i materiali di calcificazione si potrebbe individuare un modo per riparare le imperfezioni e le crepe. Lo studio ha come scopo l'osservazione di questo processo di auto-riparazione nello spazio in modo da ottenere una migliore comprensione del ruolo svolto dalla gravità nella 
Precipitazione della Calcite Microbiologicamente Indotta (MICP).

### NALCO Champion Studies on Microbiologically Influenced Corrosion
L'esperimento esamina i biofilm sulla Terra e nello spazio e monitora il tasso di corrosione causato dai microrganismi, nota come Biocorrosione (MIC). Il MIC è responsabile dal 20 al 50% di tutti i danni della corrosione, per un costo annuo tra 485 miliardi a 1,5 mila miliardi di dollari a livello globale. Per aiutare a determinare quando un biofilm rischia di causare MIC, l'esperimento valuta il ruolo di microbi specifici, il numero di cellule vitali, la massa totale (biomassa) e lo spessore del biofilm.

### Refabricator
Refabricator ricicla i materiali plastici di scarto in filamenti per stampanti 3D di alta qualità, offrendo la capacità di fabbricazione, riparazione e riciclo sostenibile nelle missioni spaziali di lunga durata. Questo hardware rappresenta un componente chiave della roadmap di sviluppo della In-Space Manufacturing (ISM) della NASA.

### STaARS BioScience-4
L'indagine esamina come le Cellule progenitrici dell'Oligodendrocita (OPC) reagiscono alla microgravità, in particolare il tasso con il quale le cellule proliferano e si differenziano nell'ambiente di microgravità. Le OPC sono precursori di un tipo di cellule del sistema nervoso centrale e i risultati possono contribuire a migliorare gli studi sulle cellule staminali neurali, compresi quelli sulla ricrescita dei tessuti e la crescita di organi.

### STaARS BioScience-7
Lo studio Microgravity as Model for Immunological Senescence and Its Impact on Tissue Stem Cells and Regeneration utilizza i chip tissutali per indagare la relazione tra l'invecchiamento del sistema immunitario e la sua funzione. Lo studio esamina la biologia dell'invecchiamento da due prospettive: la funzione immunitaria in microgravità e il recupero delle cellule dopo il ritorno ad un ambiente 1g. L'invecchiamento è associato alla disregolazione della risposta immunitaria, definita immunosenescenza, una condizione che può anche essere accelerata dall'esposizione prolungata alla microgravità.

### SUBSA
I metodi sperimentali di cristallizzazione di fusione in microgravità dovrebbero ridurre il movimento del fluido nella fusione, portando ad una migliore distribuzione delle sottocomponenti e ad una migliore tecnologia utilizzata nella produzione di cristalli semiconduttori. I componenti semiconduttori sono costituiti da grandi cristalli formati dalla fusione e dalla solidificazione di vari elementi. I cristalli di qualità superiore hanno permesso la creazione di dispositivi elettronici più piccoli e più potenti. Ma il processo può essere influenzato dal movimento delle molecole nella fase liquida, che può essere causato dalle vibrazioni della navicella spaziale. Gli esperimenti precedenti hanno chiarito l'origine della convezione nello spazio e hanno cercato di ridurne l'effetto. I ricercatori hanno scoperto che una paratia automatica minimizza il movimento della fusione e produce cristalli riproducibili, quasi identici. L'indagine ha migliorato la nostra comprensione dei fenomeni di solidificazione e contribuirà alla produzione di cristalli semiconduttori di qualità superiore.

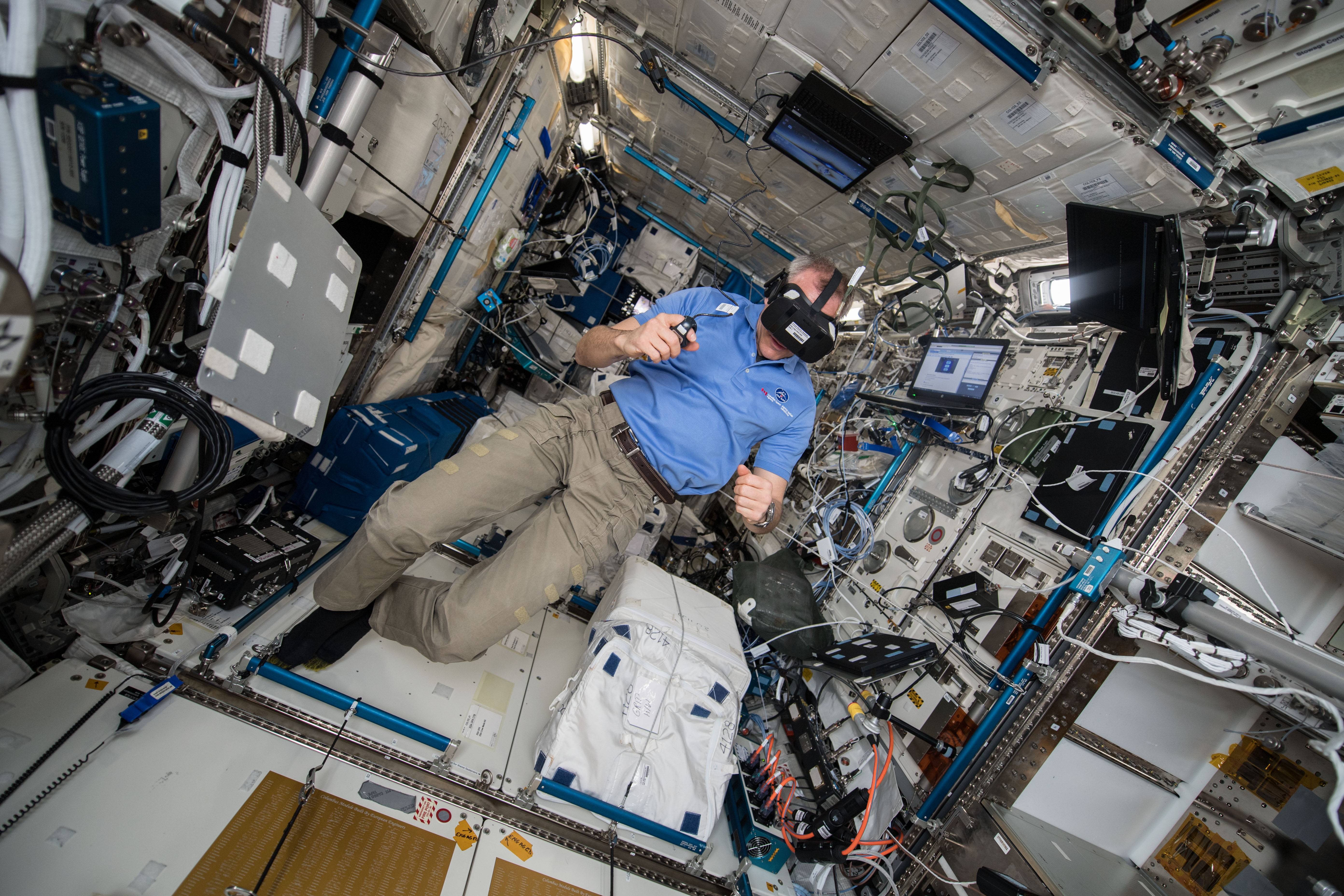
L'astronauta David Saint-Jacques durante l'esperimento Time Perception in Microgravity nel modulo europeo Columbus

### Team Task Switching
Ai membri dell'equipaggio è spesso richiesto di passare velocemente da una task all'altra; Tuttavia, se hanno difficoltà con questo scambio, le prestazioni della task precedente e/o della task successiva possono venir influenzate. L'obiettivo dell'esperimento Team Task Switching and Entrainment on the ISS: Exploring Multiteam Membership, Systems, and Networks to Understand and Enable Crew Functioning and Effectiveness è quello capire se i membri dell'equipaggio abbiano o meno difficoltà nel cambio delle task, a determinare l'effetto di questi scambi al fine di ridurre le conseguenze negative e migliorare la motivazione e l'efficacia individuale e di squadra.

### Time Perception in Microgravity
La percezione accurata degli oggetti nell'ambiente è un prerequisito per l'orientamento spaziale e le prestazioni affidabili delle attività motorie. Anche la percezione del tempo in microgravità è fondamentale per la percezione del movimento, la localizzazione sonora, il parlato e la destrezza. L'esperimento quantifica i cambiamenti soggettivi nella percezione del tempo negli esseri umani durante e dopo una permanenza di lunga durata alla microgravità.